# Mathis Mönninghoff
Mathis Mönninghoff (Ibbenbüren, 17 marzo 1992) è un cestista tedesco.

## Carriera
Con la Germania ha disputato le Universiadi di Gwangju 2015.